# Invercargill
|  | Aquest article tracta sobre la ciutat. Vegeu-ne altres significats a «Invercargill (circumscripció electoral)». |

Invercargill (en maori: Waihōpai) és una ciutat neozelandesa localitzada al sud de la regió de Southland. La ciutat tenia 52.900 el juny de 2012. Invercargill és la ciutat localitzada més a l'oest i al sud del país.

## Economia
Invercargill és on es localitza el Southern Institute of Technology (Institut de Tecnologia del Sud), el qual és un institut de tecnologia terciària gratuït. Quan es creà l'institut aquest fou capaç de mantenir la població jove, sobretot perquè és gratuït, ja que els joves de la ciutat marxaven cap a altres parts de Nova Zelanda per fer els seus estudis d'educació terciària. Tot i això, el factor més gran en l'economia local recent és la indústria làctia que des dels principis de la dècada de 2000 ha vist un increment en la demanda nacional per llet, formatge i mantega.
Des del 2008 hi ha hagut plans per a desenvolupar l'energia eòlica i centrals hidroelèctriques per a extreure el petroli localitzat a les aigües de la regió.

## Geografia
Invercargill és la ciutat que s'ubica més al sud de la Commonwealth. La ciutat es troba a les planes de Southland, una de les parts més fèrtils de Nova Zelanda. El riu Oreti passa pel sud d'Invercargill.
Invercargill es localitza a 176,09 quilòmetres de Dunedin; a 465,28 quilòmetres de Christchurch; a 768,59 quilòmetres de Wellington i a 1.189,84 quilòmetres d'Auckland.

## Clima
| Paràmetres climàtics mitjans de Invercargill | Paràmetres climàtics mitjans de Invercargill | Paràmetres climàtics mitjans de Invercargill | Paràmetres climàtics mitjans de Invercargill | Paràmetres climàtics mitjans de Invercargill | Paràmetres climàtics mitjans de Invercargill | Paràmetres climàtics mitjans de Invercargill | Paràmetres climàtics mitjans de Invercargill | Paràmetres climàtics mitjans de Invercargill | Paràmetres climàtics mitjans de Invercargill | Paràmetres climàtics mitjans de Invercargill | Paràmetres climàtics mitjans de Invercargill | Paràmetres climàtics mitjans de Invercargill | Paràmetres climàtics mitjans de Invercargill |
| Mes                                          | Gen.                                         | Feb.                                         | Mar.                                         | Abr.                                         | Mai.                                         | Jun.                                         | Jul.                                         | Ago.                                         | Set.                                         | Oct.                                         | Nov.                                         | Des.                                         | Anual                                        |
| -------------------------------------------- | -------------------------------------------- | -------------------------------------------- | -------------------------------------------- | -------------------------------------------- | -------------------------------------------- | -------------------------------------------- | -------------------------------------------- | -------------------------------------------- | -------------------------------------------- | -------------------------------------------- | -------------------------------------------- | -------------------------------------------- | -------------------------------------------- |
| Temperatura diària màxima °C (°F)            | 18,6 (65,5)                                  | 18,8 (65,8)                                  | 17,2 (63)                                    | 15 (59)                                      | 12,2 (54)                                    | 9,7 (49,5)                                   | 9,5 (49,1)                                   | 11 (51,8)                                    | 12,9 (55,2)                                  | 14,4 (57,9)                                  | 15,8 (60,4)                                  | 17,5 (63,5)                                  | 14,4 (57,9)                                  |
| Temperatura diària mínima °C (°F)            | 9,4 (48,9)                                   | 9,1 (48,4)                                   | 7,7 (45,9)                                   | 5,8 (42,4)                                   | 3,7 (38,7)                                   | 1,5 (34,7)                                   | 0,9 (33,6)                                   | 1,9 (35,4)                                   | 3,7 (38,7)                                   | 5,5 (41,9)                                   | 6,8 (44,2)                                   | 8,4 (47,1)                                   | 5,4 (41,7)                                   |
| Precipitació total mm (polzades)             | 114 (4,5)                                    | 79 (3,1)                                     | 94 (3,7)                                     | 100 (3,9)                                    | 114 (4,5)                                    | 99 (3,9)                                     | 88 (3,5)                                     | 71 (2,8)                                     | 80 (3,1)                                     | 95 (3,7)                                     | 81 (3,2)                                     | 100 (3,9)                                    | 1.112 (43,8)                                 |
| Font: NIWA Climate Data                      |                                              |                                              |                                              |                                              |                                              |                                              |                                              |                                              |                                              |                                              |                                              |                                              |                                              |

## Demografia
| Evolució demogràfica d'Invercargill | Evolució demogràfica d'Invercargill | Evolució demogràfica d'Invercargill |
| Any                                 | Població                            | Creixement                          |
| ----------------------------------- | ----------------------------------- | ----------------------------------- |
| 1991                                | 43.953                              |                                     |
| 1996                                | 53.208                              | +21,1%                              |
| 2001                                | 49.830                              | −6,8%                               |
| 2006                                | 50.328                              | +1,0%                               |

Segons el cens de 2006 Invercargill tenia 50.328 habitants, un augment de 498 habitants (1,0%) des del cens de 2001. Hi havia 20.106 llars habitades, 1.575 llars no habitades i 123 llars en construcció.
Invercargill tenia una edat mediana de 37,6 anys, 1,7 anys més que la mediana nacional de 35,9 anys. Les persones majors de 64 anys formaven el 14,5% de la població, comparat amb el 12,3% nacionalment; les persones menors de 15 anys formaven el 20,4% de la població, comparat amb el 21,5% nacionalment.
L'etnologia d'Invercargill estava composta per (amb figures nacionals en parèntesis): 78,1% europeus (67,6%); 13,7% maoris (14,7%); 1,6% asiàtics (9,2%); 2,5% illencs pacífics (6,9%); 0,2% de l'Orient Pròxim, Llatinoamèrica o Àfrica (0,9%); 14,8% d'altres races (11,1%).
Invercargill tenia un atur de 5,2% per persones majors de 14 anys, més que la figura nacional de 5,1%. El sou anual de mediana de persones majors de 14 anys era de 22.000$, comparat amb 24.400$ nacionalment. D'aquestes, un 46,4% tenien un sou anual de menys de 20.001$, comparat amb un 43,2% nacionalment; mentres que un 14,0% tenien un sou d'igual o de més de 50.000$ anuals, comparat amb un 18,0% nacionalment.

## Política
Nacionalment, Invercargill es localitza a la circumscripció electoral general d'Invercargill i a la circumscripció electoral maori de Te Tai Tonga de la Cambra de Representants de Nova Zelanda.
Invercargill es considera una circumscripció electoral de centre. Des de les eleccions de 2005 ha guanyat sempre el Partit Nacional, i el Partit Laborista no ha guanyat des de les eleccions de 2002. Des de les eleccions de 2005 ha guanyat sempre Eric Roy. En les eleccions de 2011 Roy guanyà amb el 54,58% del vot de la circumscripció. En segon lloc quedà Lesley Soper del Partit Laborista amb el 34,79% del vot.
Te Tai Tonga, per altra banda, es considera una circumscripció d'esquerra. Des de les eleccions de 2011, i entre les eleccions de 1999 i 2005, ha guanyat sempre el Partit Laborista. Des de les eleccions de 2011 ha guanyat sempre Rino Tirikatene. En les eleccions de 2011 Tirikatene guanyà amb el 40,62% del vot de la circumscripció. En segon lloc quedà Rahui Katene del Partit Maori amb el 31,79% del vot.

## Ciutats agermanades
- Kumagaya (Japó)